# Ovesø
Ovesø este o arie protejată (arie de protecție specială avifaunistică — SPA) din Danemarca întinsă pe o suprafață de 743 ha, integral pe uscat.

## Localizare
Centrul sitului Ovesø este situat la coordonatele 56°51′22″N 8°25′18″E / 56.856111°N 8.421667°E.

## Înființare
Situl Ovesø a fost declarat arie de protecție specială avifaunistică în mai 1983 pentru a proteja 6 specii de animale.

## Biodiversitate
Situată în ecoregiunea atlantică, aria protejată nu include niciun habitat protejat.
La baza desemnării sitului se află mai multe specii protejate de  păsări (6): gâscă de semănătură (Anser fabalis), buhai de baltă (Botaurus stellaris), lebădă de iarnă (Cygnus cygnus), bătăuș (Philomachus pugnax), ploier auriu (Pluvialis apricaria), chiră de baltă (Sterna hirundo).